# NGC 3951
NGC 3951 је спирална галаксија у сазвежђу Лав која се налази на NGC листи објеката дубоког неба.
Деклинација објекта је + 23° 22' 56" а ректасцензија 11h 53m 41,3s. Привидна величина (магнитуда) објекта NGC 3951 износи 13,4 а фотографска магнитуда 14,3. Налази се на удаљености од 89,878 милиона парсека од Сунца. NGC 3951 је још познат и под ознакама UGC 6867, MCG 4-28-90, CGCG 127-99, IRAS 11511+2339, PGC 37288.